# Weinmuseum Kitzeck
Das Weinmuseum Kitzeck der Gemeinde Kitzeck im Sausal in der Steiermark steht in Steinriegel 15 und 16.
Das Hauerhaus ist mit der Jahreszahl 1726 bezeichnet, wurde um 1910 erweitert und steht unter Denkmalschutz. Das Gebäude wurde für die Nutzung als Weinmuseum eingerichtet und im Jahre 1979 eröffnet.